# Jamie Caven
Jamie Robert Caven (Leicester, 10 maart 1976) is een Engelse professionele darter die sinds 2007 speelt in de PDC. Hij wist zevenmaal een toernooi te winnen in de PDC Pro Tour waarvan twee in hetzelfde weekend in mei 2013, daarnaast was hij wereldkampioen van de jeugd in 1993.

## Persoonlijk
Caven is blind aan zijn rechteroog nadat hij op een leeftijd van 18 maanden gestoken werd door een bij. Toch wist hij op 17-jarige leeftijd wereldkampioen bij de jeugd te worden. Toen Caven de leeftijd van 20 had bereikt werden er bij hem tumoren in zijn alvleesklier ontdekt waarna deze verwijderd dienden te worden, hierdoor dient Caven de rest van zijn leven 4 maal per dag een insuline-injectie te nemen. Zijn darts bijnaam Jabba is hierdoor ontstaan.
Op 15 augustus 2009 trouwde hij met Debbie met wie hij 4 kinderen heeft, 2 jongens en 2 meisjes. In april 2020 kreeg Caven ook een kleinkind.

## Carrière
Caven's eerste prestatie bij de PDC was de plaatsing voor het PDC World Darts Championship in 2008, hier wist hij in de eerste ronde Wes Newton met 3-0 te verslaan. In de tweede ronde werd hij echter na een 4-1 nederlaag uitgeschakeld door Wayne Mardle.
Caven won zijn eerste PDC titel in mei 2009 door Alan Tabern in de finale van de UK Open regio Wales te verslaan. Een maand later bereikte hij voor het eerst de kwartfinale van een hoofdtoernooi van de PDC: de UK Open, waar hij werd uitgeschakeld door Colin Osborne met 10-3.
Op het PDC World Darts Championship van 2010 verloor hij in de eerste ronde met 3-2 van Gary Anderson. Een jaar later, in 2011, wist hij voor het eerst een ronde verder te komen door met 3-2 te winnen van de Zuid-Afrikaan Devon Peterson. In de tweede ronde werd hij echter uitgeschakeld door Colin Osborne na een 4-0 nederlaag.
In PDC World Darts Championship 2012 was Caven als nummer 18 van de wereld automatisch geplaatst voor het wereldkampioenschap, maar wist niet verder te komen dan de eerste ronde nadat hij met 1-3 verloor van Roland Scholten. In de UK Open van dat jaar had hij meer geluk: na 0-4 en 1-5 achter te hebben gestaan in de laatste 16 tegen Joe Cullen wist hij een comeback in de wedstrijd te maken en uiteindelijk te winnen met 9-8. Hij deed dit door in zijn laatste leg een 160 finish uit te gooien. Een ronde verder in de kwartfinale moest hij echter zijn meerdere kennen in Denis Ovens die hem met 10-6 wist te verslaan. In de Championship wist Caven zich te kwalificeren voor groep 7 na een 6-4 winst tegen Paul Nicholson. Uiteindelijk wist hij zich als tweede te plaatsen voor de Winnaars groep nadat hij 5 van zijn 7 partijen wist te winnen. In de halve finale verloor hij echter met 4-6 van Simon Whitlock na 4-3 voor te hebben gestaan. Nadat alle 33 ProTour evenementen van 2012 gespeeld waren vond Caven zichzelf terug op de 31e plek in de PDC Order of Merit, wat betekende dat hij als top 32-speler mee mocht doen aan de Players Championship Finals van 2012. Hier werd hij echter uitgeschakeld in de eerste ronde door Simon Whitlock die met 6-3 wist te winnen.
Op het wereldkampioenschap van 2013 wist hij een 2-1 voorsprong niet vast te houden en verloor uiteindelijk verrassend in de eerste ronde van de vlak daar voor gekwalificeerde John Bowles met 3-2. Wel bereikte hij de finale van het vierde UK Open kwalificatietoernooi in maart na Gary Anderson in de halve finale met 6-2 verslagen te hebben. Uiteindelijk verloor hij met 6-4 van Robert Thornton. Caven won zijn eerste titel sinds twee jaar in mei door op een dag 7 maal te winnen waaronder de finale tegen Paul Nicholson. Hij gaf een vervolg aan zijn winstreeks door een dag later Jelle Klaasen met 6-4 te verslaan in de finale van een ander evenement, dit deed hij met een gemiddelde van 110.68.
In de eerste ronde van het wereldkampioenschap 2014 wist hij Jelle Klaasen met 3-1 te verslaan waarna hij moest spelen tegen Raymond van Barneveld. In de partij wist hij de beslissende leg van de eerste set te winnen door een 136 finish uit te gooien. Een 2-0 voorsprong wist hij echter niet te krijgen nadat hij zijn finish met een dart niet wist uit te gooien, waardoor van Barneveld twee maal een set wist te winnen wat de stand 2-1 maakte in het voordeel van de Nederlander. Caven vocht zich terug in de wedstrijd en deed hetzelfde en zette de stand op 3-2 in zijn voordeel. Uiteindelijk wist hij echter nog maar een leg te winnen wat resulteerde in een 4-3 overwinning voor van Barneveld.

## Resultaten op het wereldkampioenschap
- 2008: Laatste 32 (Verloren van Wayne Mardle met 1–4)
- 2009: Laatste 64 (Verloren van Mark Walsh met 2–3)
- 2010: Laatste 64 (Verloren van Gary Anderson met 2–3)
- 2011: Laatste 32 (Verloren van Colin Osborne met 0–4)
- 2012: Laatste 64 (Verloren van Roland Scholten met 1–3)
- 2013: Laatste 64 (Verloren van John Bowles met 2–3)
- 2014: Laatste 32 (Verloren van Raymond van Barneveld met 3–4)
- 2015: Laatste 32 (Verloren van Raymond van Barneveld met 3-4)
- 2016: Laatste 16 (Verloren van James Wade met 1-4)
- 2017: Laatste 64 (Verloren van Kevin Painter 1–3)

## Resultaten op de World Matchplay
- 2009: Laatste 32 (verloren van James Wade met 3-10)
- 2010: Laatste 32 (verloren van Ronnie Baxter met 7-10)
- 2011: Laatste 32 (verloren van James Wade met 0-10)
- 2013: Laatste 16 (verloren van Dave Chisnall met 10-13)
- 2014: Laatste 32 (verloren van Gary Anderson met 8-10)
- 2015: Laatste 32 (verloren van Dave Chisnall met 11-13)
- 2016: Laatste 32 (verloren van Michael van Gerwen met 0-10)

## Trivia
- Caven heeft een boek geschreven voor zijn leven als darter met blindheid aan een van zijn ogen: The Way Eye See the Game - The Jamie Caven Story.